# 腾冲玉山竹
腾冲玉山竹（学名：Yushania elevata）为中國特有的禾本科玉山竹属植物，分布於雲南西部海拔2000至2300公尺的山區。

## 扩展阅读
- 維基物種上的相關：腾冲玉山竹